# 陈笙郊
陈笙郊，清朝末年民国初年金融家、银行家。曾任上海北市钱业会馆总董。是中国通商银行第一任华人总经理。

## 简介
名陈淦，字笙郊，以自行。籍贯浙江上虞，生于余姚县（今宁波余姚市）。曾任上海桕墅方家延康钱庄经理，任上提拔了谢纶辉（中国通商银行第二任华人总经理）。创立了上海北市钱业会馆。创办了承裕钱庄。
陈笙郊为中国通商银行的首任华人大班（“华大班”，“大班”即总经理）。当时通商银行继续聘请原汇丰银行的英国籍银行家美德伦（A.M.Maitland）出任洋人大班，总会计为马御尔，聘请当时的上海钱业领袖陈笙郊出任华人大班，“藉以融通中外金融”，华人职员都由陈笙郊选拔任用。盛宣怀定于光绪二十三年四月二十六日（1897年5月27日）银行在上海开张，让美德伦和陈笙郊迅速筹备。